# Tetramorium enkidu
Tetramorium enkidu (лат.) — вид мелких муравьёв рода Tetramorium из подсемейства Myrmicinae. Мадагаскар.

## Описание
Мелкие мирмициновые муравьи (длина около 3 мм), коричневого цвета. От близких видов отличается более длинными шипиками заднегрудки и длинными отстоящими волосками на петиоле. Усики с булавой из 3 сегментов, скапус короткий. Стебелёк между грудкой и брюшком состоит из двух члеников: петиолюса и постпетиолюса (последний четко отделен от брюшка), жало развито. От сходных видов отличается более длинными проподеальным шипами заднеспинки. Головной индекс рабочих (CI, соотношение ширины головы к длине × 100): 93—98. Длина головы рабочих 0,53—0,62 мм, длина скапуса 0,33—0,43 мм, ширина головы 0,50—0,60 мм. Индекс скапуса рабочих (SI, соотношение длины скапуса к ширине головы × 100): 64—72. Петиолюс, мандибулы, постпетиолюс и брюшко гладкие и блестящие.
Название T. enkidu дано по имени главного героя Энкиду (Enkidu) из месопотамской поэмы «Эпос о Гильгамеше», одной из древнейших в истории человечества (XVIII век до н. э.). Вид T. enkidu был впервые описан в 2014 году американскими мирмекологами Франциско Хита-Гарсиа (Francisco Hita Garcia) и Брайаном Фишером (Brian L. Fisher; Entomology, California Academy of Sciences, Сан-Франциско, Калифорния, США) вместе с таксоном Tetramorium gilgamesh. Таксон Tetramorium enkidu включён в состав видовой группы T. naganum species group рода Tetramorium (вместе с T. dalek, T. alperti, T. gilgamesh и T. naganum Bolton, 1979). Сходен с видами T. dalek, T. alperti, T. gilgamesh, T. naganum.

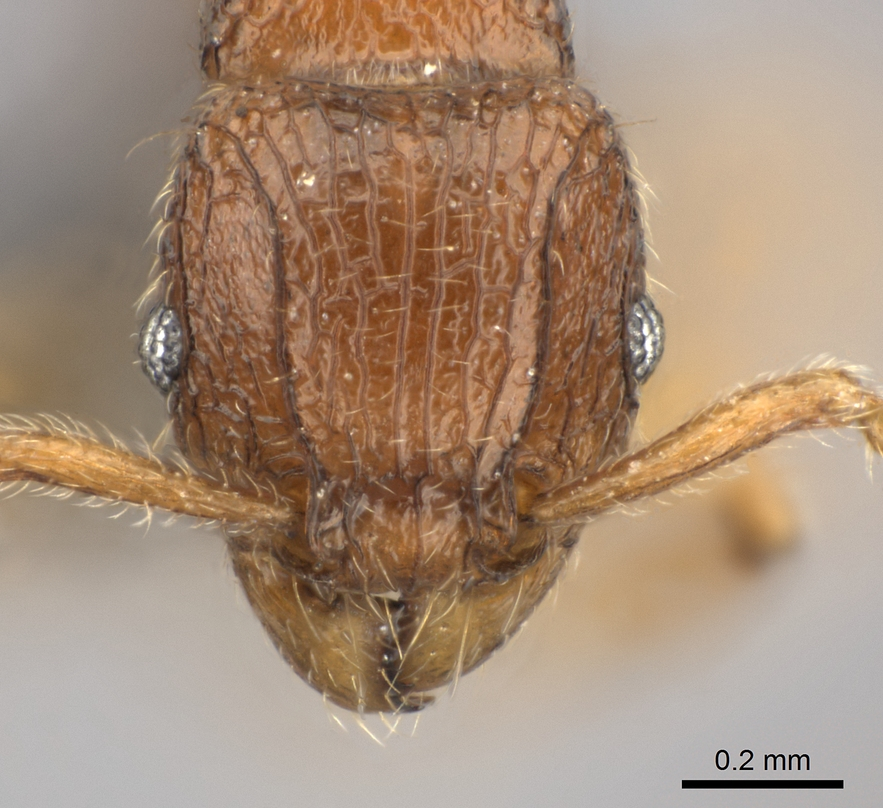
Голова рабочего Tetramorium enkidu